# Kenchenahalli, Tumkur
Kenchenahalli là một làng thuộc tehsil Tumkur, huyện Tumkur, bang Karnataka, Ấn Độ.